# 函館のおんな
函館のおんな（はこだてのおんな）は、朝日放送（ABC）と東京映画新社の制作で、1990年1月9日に、テレビ朝日系の「火曜スーパーワイド」枠で放送されたテレビドラマである。正式タイトルは『函館のおんな・23歳 あぶない恋の帰省旅行、函館 - 江差 - ニセコ』。

## キャスト
- 三枝阿弥子 … 沢口靖子
東京・原宿にあるイベント会社「ワールドイベント」本社企画部社員。人手不足の函館支社に応援要員として自ら志願し、赴任する。函館に両親がいる。
- 阿弥子の母 … 岡田茉莉子
網元「三枝水産」の娘。亡き娘･きょう子に代わり孫の面倒を見ているため、孫に「お母さん」と呼ばせている。亡き娘の3回忌を期に、娘婿の再婚のために婿養子解消を考えている。
- 阿弥子の父 … ハナ肇
同じ婿養子という共通点から、まさきを気に入っている。心臓が弱く、網元の業務はまさきが任せている。
- 三枝まさき … 林隆三
阿弥子の亡き姉の夫で婿養子に入っている。もうすぐ妻の3回忌を迎え、二人の子供がいる。阿弥子が苦手とする人物。江差出身。
- 風間耕治 … 沖田浩之
「ワールドイベント」のオーナーの息子で、帝徳物産のエリート商社マン。港区新白金台に住む。3年間のパリ勤務から帰国した。阿弥子に結婚を申し込んでいる。
- 田中 … 唐沢寿明
ホテル従業員。イベント設営を手伝ったことから、阿弥子と知り合う。東京、アメリカ、北海道と勤務先を転々としている。
- 加藤 … 北村総一朗
東都デパートの部長。「ワールドイベント」の得意先の一つ。何かとクレームと付けているが、本来の目的ではない様子。
- スナック「ちゃらんけ」のママ … 木内みどり
まさきがよく立ち寄る店のママ。まさきとは中学までの同級生で、互いに初恋の人。人に尽くすタイプである。店名の「ちゃらんけ」とは、アイヌ語で「相談」などの意味を持つ。江差出身。
- 田中の母 … 園佳也子
函館行きの飛行機で阿弥子と偶然乗り合わせる。それまで面識がなかったが、彼女の親切さに株券の入った自分のアタッシュケースを預けてしまった事が、騒ぎの発端となる。

## サブタイトル
| 放送日       | サブタイトル                               | その他の出演者 |
| ------------ | ------------------------------------------ | --- |
| 1990年1月9日 | 23歳 危ない恋の帰省旅行 函館・江差・ニセコ | 十勝花子、川田陽子、福崎和広、沖隆一郎、後藤緑、岸端浩也、滝本昇、花添智之、真々田端季、加藤雅典、上田綾、坂本まり、池田功、菅田聡、安西まりも、蘭紅徹、大湊由起夫、徳山盛男、高橋佳恵、虎島由香、鈴木正幸、阿部祐二 |

## スタッフ
- 企画…山内久司（ABC）
- プロデューサー…八田栄一（ABC）、杉本宏（ABC）、須藤實、小日向智
- 脚本…清水曙美
- 音楽…横山菁児
- 撮影…原秀夫
- 照明…山田昌和
- 美術…末広富治郎
- 美術製作…佐藤浩
- 録音…畑幸太郎
- VE…山田和夫
- EED…植松保光
- 編集…香園稔
- 効果…宮田音響
- 選曲…合田豊
- 助監督…川島義和
- 記録…宮崎田鶴子
- 美術進行…林和明
- 装飾…川辺泰彦
- 持道具…窪木圭
- メイク…梅沢文子
- スチール…森田俊明
- スタイリスト…西ゆり子
- 広報担当…川戸文夫（ABC）
- 制作担当…浅津弘義
- 衣裳…京都衣裳
- 車輌…パール映機
- ロケ協力…日本航空、江差町・江差観光協会、函館市
- 監督…日高武治

## 備考
- テレビせとうちでは、2008年1月7日の12:30 - 14:25の放送枠で初放送している。

| ABC・テレビ朝日系 火曜スーパーワイド（1990年1月9日）                    | ABC・テレビ朝日系 火曜スーパーワイド（1990年1月9日） | ABC・テレビ朝日系 火曜スーパーワイド（1990年1月9日）     |
| 前番組                                                                  | 番組名                                               | 次番組                                                   |
| ----------------------------------------------------------------------- | ---------------------------------------------------- | -------------------------------------------------------- |
| 西村京太郎トラベルミステリー L特急あさま信濃路殺人事件 - 1989年12月26日 | 函館のおんな                                         | 婚約シリーズ・沖縄ハネムーン連続殺人事件 - 1990年1月16日 |